# Mīkīr Hills
Mīkīr Hills är kullar i Indien.   De ligger i delstaten Assam, i den östra delen av landet, 1 600 km öster om huvudstaden New Delhi.